# Marshall (Minnesota)
Marshall è un comune degli Stati Uniti d'America, situato in Minnesota, nella contea di Lyon, della quale è anche il capoluogo.